# 유기물
유기물 (有機物, 영어: organic matter)은 자연적이고 공학적인, 육상과 수생 환경에서 발견되는 탄소 기반 화합물의 대규모 조직을 가리킨다. 이는 식물이나 동물과 같은 생물의 잔류물과 환경의 폐기물에서 온 유기 화합물로 구성된 물질이다. 유기 분자는 생명을 수반하지 않는 화학 반응에 의해서도 만들어질 수 있다. 기본 구조는 셀룰로오스, 탄닌, 큐틴 및 리그닌과 함께 다양한 단백질, 지질 및 탄수화물로 만들어진다. 유기물은 환경의 영양소 이동에 매우 중요하며 지구 표면의 수분 유지에 중요한 역할을 한다.

## 같이 보기
- 바이오팩트 (생물학)
- 바이오매스
- 쇄설물
- 부식토
- 유기 지구화학
- 퇴적 유기물
- 전유기 탄소

비교:
- 생물학적 조직
- 생체분자
- 생물 물질
- 세포 구성물
- 유기농
- 이야오이